# Travis Buck
Pour les articles homonymes, voir Buck.
Travis George Buck (né le 18 novembre 1983 à Richland, Washington, États-Unis) est un ancien joueur de champ extérieur des Ligues majeures de baseball qui évolue de 2007 à 2012.

## Carrière
Après des études secondaires à la Richland High School de Richland (Washington), Travis Buck est drafté le 4 juin 2002 par les Mariners de Seattle. Il repousse l'offre et suit des études supérieures à l'Université d'État de l'Arizona où il porte les couleurs des Arizona State Sun Devils de 2003 à 2005. Sélectionné étoile en 2004 et 2005 en Pacific Ten Conference, il fait partie de l'équipe des États-Unis universitaire remportant la médaille d'or du championnat du monde FISU en 2004.
Travis Buck rejoint les rangs professionnels à la suite de la draft du 7 juin 2005 au cours de laquelle il est sélectionné par les Athletics d'Oakland au premier tour (36e choix).
Buck passe deux saisons en Ligues mineures avant d'effectuer ses débuts en Ligue majeure le 2 avril 2007.
Travis Buck signe un contrat de ligues mineures chez les Indians de Cleveland le 21 décembre 2010 et il dispute 50 parties avec eux pendant la saison 2011.
Buck signe en novembre 2011 un contrat des ligues mineures avec les Astros de Houston. Il dispute 33 parties avec les Astros en 2012.
Le 28 novembre 2012, il rejoint les Padres de San Diego mais ne revient pas dans les majeures et s'aligne deux ans avec leur club-école AAA.

## Statistiques
| Saison | Équipe  | G   | AB  | R  | H   | 2B | 3B | HR | RBI | SB | BA    |
| ------ | ------- | --- | --- | -- | --- | -- | -- | -- | --- | -- | ----- |
| 2007   | Oakland | 82  | 285 | 41 | 82  | 22 | 5  | 7  | 34  | 4  | 0,288 |
| 2008   | Oakland | 38  | 155 | 16 | 35  | 9  | 1  | 7  | 25  | 1  | 0,226 |
| 2009   | Oakland | 36  | 105 | 11 | 23  | 3  | 0  | 3  | 10  | 1  | 0,219 |
| 2010   | Oakland | 14  | 42  | 6  | 7   | 2  | 0  | 1  | 2   | 1  | 0,167 |
| Totaux | Totaux  | 170 | 587 | 74 | 147 | 36 | 6  | 18 | 71  | 7  | 0,250 |

Note : G = Matches joués ; AB = Passages au bâton; R = Points ; H = Coups sûrs ; 2B = Doubles ; 3B = Triples ; 
HR = Coup de circuit ; RBI = Points produits ; SB = Buts volés ; BA = Moyenne au bâton.